# Giovanotto mi piacete
Giovanotto mi piacete (The Early Bird) è un film muto del 1925 diretto da Charles Hines. Sceneggiato da Argyle Campbell e Victor Grandin su un soggetto per il cinema di Richard M. Friel, il film aveva come interpreti Johnny Hines, l'attrice svedese Sigrid Holmquist, Wyndham Standing, Edmund Breese, Maude Turner Gordon, Flora Finch.

## Trama
Jimmy Burke, giovane lattaio idealista, organizza i lavoratori indipendenti del settore per combattere il trust che vuole ottenere il monopolio del latte. Una mattina, durante il suo normale giro di distribuzione, Jimmy incontra Jean Blair, reduce da una festa in maschera alla quale aveva partecipato travestita da cameriera. Jimmy le offre un passaggio sul suo carro e i due si innamorano. Il giovane ignora, però, che la sua innamorata è il presidente del trust che lui combatte. Intanto George Fairchild, il manager del trust, sta cospirando per fissare un prezzo fisso. Quando Jimmy si reca nella sede dei suoi nemici, scopre che deve vedersela con la sua graziosa "cameriera" e si convince che la donna lo abbia usato ai suoi scopi. Jean, invece, è all'oscuro delle manovre di Fairchild sul prezzo del latte e, quando ne viene a conoscenza, lo licenzia immediatamente. Jean viene a scoprire anche che Fairchald ha avvelenato le forniture di latte degli indipendenti e avverte subito Jimmy, che distrugge le scorte contaminate. Gli uomini di Fairchild la rapiscono, rinchiudendola in una camera frigorifera. Sarà Jimmy a salvarla, aprendo il portellone con una sega per tagliare il ghiaccio. Dopo avere sconfitto la banda di Fairchild, i due innamorati studiano adesso un piano per unire indipendenti e trust mediante il loro matrimonio.

## Produzione
Il film fu prodotto dalla C.C. Burr Productions Inc. Le scenografie del film furono curate dal Tec-Art Studios.

## Distribuzione
Il copyright del film, richiesto dalla East Coast Films, Inc., fu registrato il 10 dicembre 1924 con il numero LP20901.

Distribuito dalla East Coast Productions e presentato da C.C. Burr, il film uscì nelle sale statunitensi il 1º gennaio 1925.
In Italia, fu distribuito dalla Burr nel 1926 con il visto di censura numero 22685. La Film Erka lo distribuì in Francia nel 1926 con il titolo Le Merle blanc. Il 16 dicembre 1927, il film uscì anche in Svezia con il titolo En nattlig Don Juan.
Copia completa della pellicola si trova conservata negli archivi della Library of Congress di Washington e in quelli dell'UCLA Film And Television Archive di Los Angeles.